# Parafia św. Aleksandra Newskiego w Paryżu
Parafia św. Aleksandra Newskiego – prawosławna parafia w Paryżu, w dekanacie paryskim północno-wschodnim Arcybiskupstwa Zachodnioeuropejskich Parafii Tradycji Rosyjskiej Patriarchatu Moskiewskiego, działająca od 1861.
Obowiązki proboszcza pełni metropolita dubniński Jan (Renneteau), zwierzchnik arcybiskupstwa.

## Historia parafii
Parafia została powołana w 1861 ze względu na wzrost liczby rosyjskich emigrantów we Francji w XIX wieku, którzy wcześniej mieli do swojej dyspozycji jedynie kaplicę przy rosyjskiej ambasadzie w Paryżu. W 1861 została poświęcona parafialna cerkiew św. Aleksandra Newskiego. W 1922 została ona podniesiona do rangi soboru i wyznaczona katedrą Zachodnioeuropejskiego Egzarchatu Rosyjskiego Kościoła Prawosławnego.  
Po przejściu metropolity Eulogiusza, razem z całym egzarchatem, pod jurysdykcję patriarchy Konstantynopola, parafia należała do Zachodnioeuropejskiego Egzarchatu Parafii Rosyjskich. Po likwidacji egzarchatu, parafia w 2019 r. weszła w skład nowo utworzonego Arcybiskupstwa Zachodnioeuropejskich Parafii Tradycji Rosyjskiej, podlegającego Patriarchatowi Moskiewskiemu.
Nabożeństwa są celebrowane w języku cerkiewnosłowiańskim, według kalendarza juliańskiego.